# Kabupaten Keerom
Kabupaten Keerom är ett kabupaten i Indonesien.   Det ligger i provinsen Papua, i den östra delen av landet, 3 800 km öster om huvudstaden Jakarta. Antalet invånare är 48 536. Arean är 8 390 kvadratkilometer.
Terrängen i Kabupaten Keerom är huvudsakligen kuperad, men österut är den bergig.